# Thach Weave
La Thach Weave (« entrelacement de Thach ») ou Beam Defense Position (« position de défense côte à côte ») est une tactique de combat aérien développée par l'aviateur naval John Thach de l'United States Navy peu après l'entrée en guerre des États-Unis dans la Seconde Guerre mondiale.

Schéma explicatif de la Thach Weave.

## Genèse
Thach avait pris connaissance dans un rapport de 1941 de la maniabilité extraordinaire de l'avion japonais Mitsubishi A6M « Zero ». Il se mit à concevoir des tactiques ayant pour but de donner au chasseur américain Grumman F4F Wildcat, moins performant en rayon de virage, une chance de rivaliser avec lui au combat. Alors qu'il était basé à San Diego, il passait ses soirées à réfléchir à différentes tactiques susceptibles de l'emporter face à l'agilité supérieure du Zero, puis les testait en vol le lendemain.
Travaillant le soir à l'aide d'allumettes qu'il disposait sur une table, il parvint finalement à ce qu'il appela Beam Defense Position, mais qui fut bientôt connu sous le nom de Thach Weave. Cette tactique était exécutée par deux chasseurs ou deux paires de chasseurs volant côte à côte. Lorsqu'un appareil ennemi choisissait l'un des chasseurs comme cible (celui-ci devenant alors « l'appât », tandis que son ailier était « l'hameçon »), les deux ailiers viraient l'un vers l'autre. Après s'être croisés puis s'être suffisamment éloignés l'un de l'autre, ils répétaient la manœuvre, virant à nouveau l'un vers l'autre, et amenant ainsi l'appareil ennemi dans le viseur du chasseur « hameçon ». On peut décrire ces trajectoires entrecroisées comme un « entrelacement » ou des « ciseaux » successifs. Une manœuvre Thach Weave correctement exécutée (en supposant que l'ennemi suive effectivement l'appât) ne laissait que peu de chance même aux adversaires les plus maniables.
Thach fit appel à l'enseigne Edward « Butch » O'Hare, qui dirigeait la deuxième section de sa division, pour tester l'idée. Thach décolla avec trois autres Wildcat dans le rôle des défenseurs, tandis que Butch O'Hare menait quatre Wildcat dans le rôle des attaquants. Effectuant une série d'attaques simulées, Butch constata que, dans tous les cas, les chasseurs de Thach avaient soit fait échouer son attaque, soit réussi à se placer en position de faire feu en retour. Après avoir atterri, Butch félicita Thach avec enthousiasme : « Mon capitaine, ça a vraiment marché. Je n'ai pu effectuer aucune attaque sans voir le nez de l'un de vos appareils pointé vers moi. »

## Utilisation en opération
La tactique fut expérimentée au combat pour la première fois par Thach au cours de la bataille de Midway, lorsque son escadrille de quatre Wildcat fut attaquée par un escadron de 15 à 20 Zero le 4 juin 1942. L'ailier de Thach, l'enseigne R. A. M. Dibb, fut pris en chasse par un pilote japonais et vira en direction de Thach, lequel plongea sous son ailier et mitrailla le ventre de l'appareil ennemi venant vers lui jusqu'à ce que son moteur prenne feu.
Très bientôt, la manœuvre était devenue standard parmi les pilotes de l'US Navy, et les pilotes de l'USAAF l'adoptèrent également.
Les Marines volant sur Wildcat à partir du terrain de Henderson Field à Guadalcanal adoptèrent aussi la Thach Weave. Au début, les pilotes de Zero japonais opérant depuis Rabaul furent désarçonnés par la tactique.
Saburo Sakai, le célèbre as japonais, relate leur réaction face à la Thach Weave quand ils affrontèrent des Wildcat de Guadalcanal qui l'utilisaient :

« Pour la première fois, le capitaine de corvette Tadashi Nakajima fut confronté à ce qui devait devenir une célèbre manœuvre en duo de la part de l'ennemi. Deux Wildcat bondirent sur l'appareil du capitaine. Il n'eut aucun mal à se placer dans la queue d'un chasseur ennemi, mais avant qu'il ait eu l'occasion de faire feu, le coéquipier du Grumman fondait sur son flanc en rugissant. De retour à Rabaul, Nakajima enrageait : il avait été forcé de piquer et de fuir pour sa sécurité. »

La manœuvre était si efficace qu'elle fut utilisée par les pilotes américains durant la guerre du Viêt Nam, et c'est toujours une tactique applicable aujourd'hui.

## Source
- (en) Cet article est partiellement ou en totalité issu de l’article de Wikipédia en anglais intitulé « Thach Weave » (voir la liste des auteurs).